# Juan Fernando Franco Sánchez
Juan Fernando Franco Sánchez (ur. 1 czerwca 1975 w Barbosa) – kolumbijski duchowny katolicki, biskup Caldas od 2022.

## Życiorys
Święcenia kapłańskie otrzymał 29 marca 2003 i został inkardynowany do diecezji Caldas. Był m.in. delegatem biskupim odpowiedzialnym za duszpasterstwo młodzieży oraz za duszpasterstwo rodzin, rektorem seminarium, wikariuszem generalnym diecezji, kanclerzem kurii oraz wikariuszem sądowym. W 2021 został wybrany administratorem diecezji.
15 października 2022 papież Franciszek mianował go ordynariuszem diecezji Caldas. Sakry udzielił mu 9 grudnia 2022 nuncjusz apostolski w Kolumbii – arcybiskup Luis Mariano Montemayor.